# Tottenham Hale (metrostation)
Tottenham Hale is een station van de metro van Londen aan de Victoria Line dat in 1968 geopend werd onder het gelijknamige spoorwegstation uit 1840.

## Geschiedenis

### Victoria Line
De lijn tussen Victoria en Finsbury Park werd al in 1937 door het London Passenger Transport Board (LPTB) genoemd in een toekomstvisie. De parlementaire goedkeuring voor de lijn kwam in 1955 echter zonder bekostiging. Het plan uit 1955 voorzag in een langere lijn dan in 1937 die ten noorden van Finsbury Park verder loopt via Tottenham. In 1962 kwam de bekostiging rond en begonnen de werkzaamheden aan de Victoria Line. Op 14 juli 1967 werd een bouwvergunning verleend voor het ondergrondse station in Tottenham ten behoeve van de Victoria Line. Zoals al blijkt uit de naam van de straat langs het station, Ferry Road, is er een verband met een veer over de Lea. Hale is afgeleid van Haul, de overtocht, of Hail, het roepen van de veerman. Bij de bouw van de Victoria Line tussen 1962 en 1968 kreeg ieder station een eigen tegelmotief waarop in dit geval een voetveer is afgebeeld. Het bovengrondse station werd op 1 september 1968 omgedoopt tot Tottenham Hale, toen het een overstapstation werd met de London Underground door de opening van het eerste deel van de Victoria Line.

### Busstation
In de nasleep van de rellen in Engeland in 2011, die in Tottenham begonnen, werd besloten tot de herontwikkeling van de metro-, bus- en treinstations gebruikt om investeringen in het gebied er omheen aan te moedigen. De ombouw van het OV-knooppunt van £ 110 miljoen van Tottenham Hale werd in 2014 voltooid. Als onderdeel van het project werd het busstation overdekt met ETFE, dat ook wordt gebruikt in het Eden Project. Het dak van het busstation was in 2018 finalist in de categorie Best Urban Design van de Haringey Design Awards 2018, en een landelijke finalist bij de Structural Steel Design Awards in 2015.

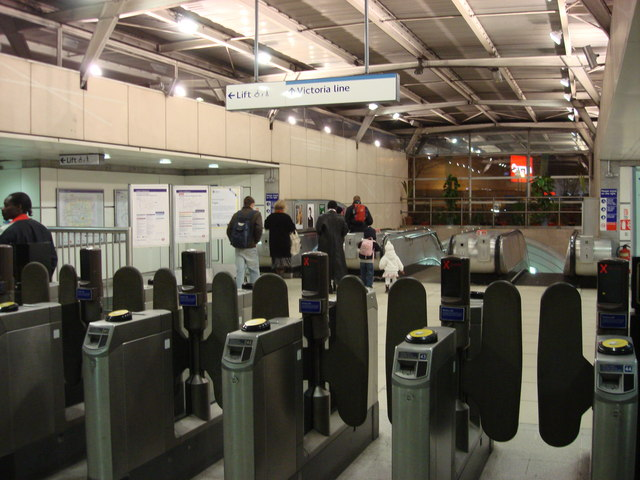
De OV-poortjes bovenaan de roltrap.
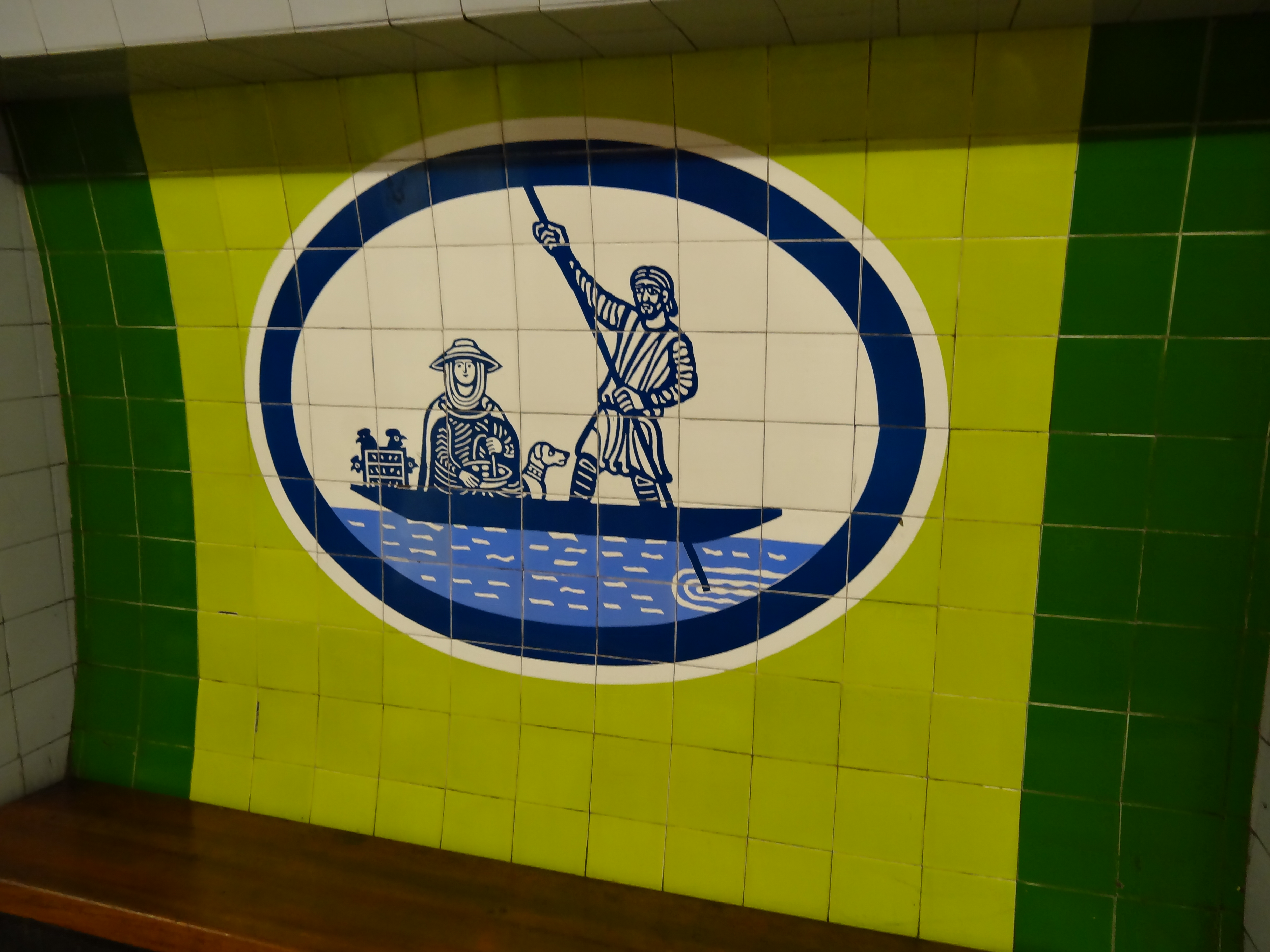
Het tegelmotief met het voetveer, veerman en reiziger.
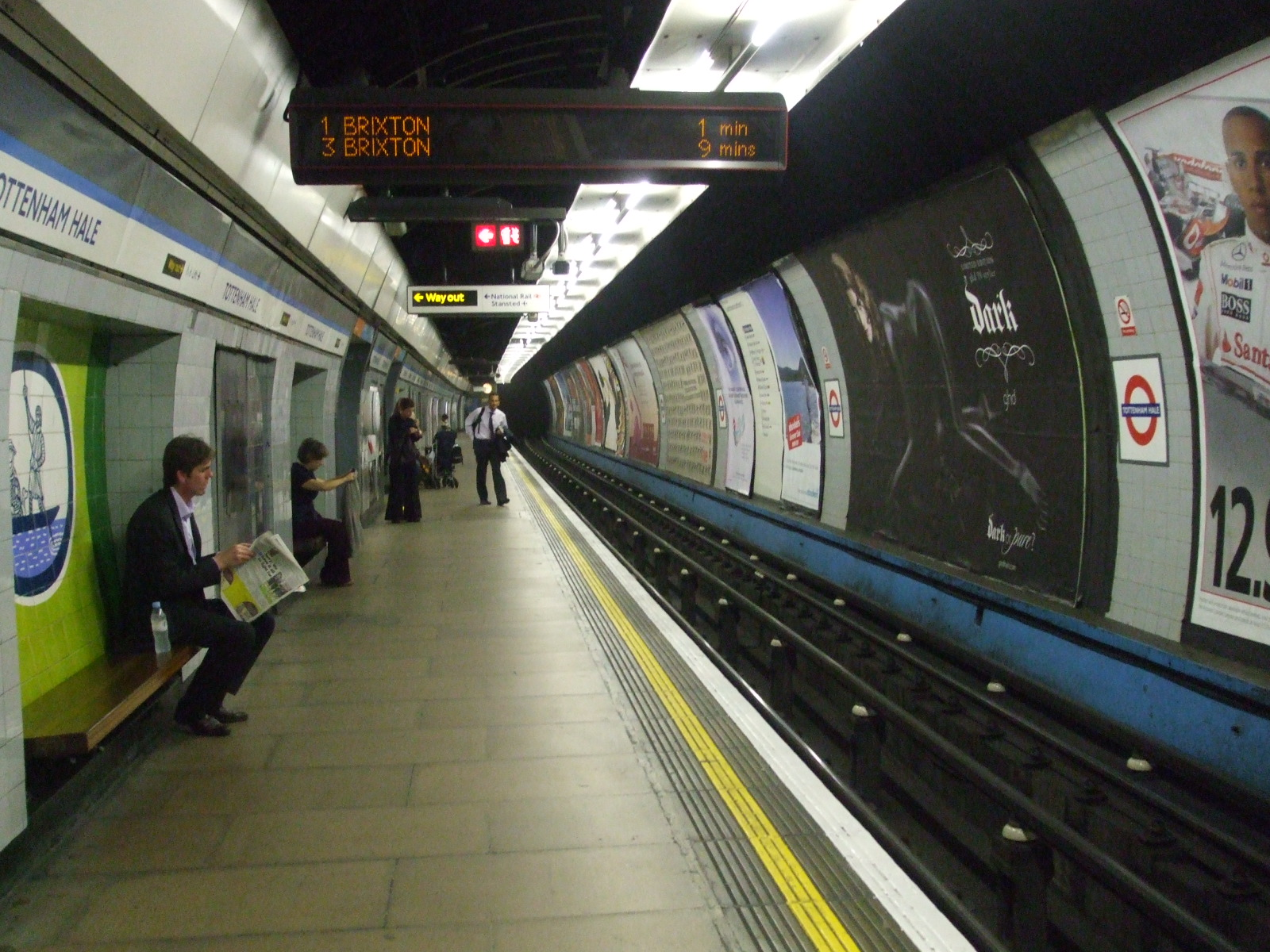
De Victoria Line naar het zuiden.

## Reizigersdiensten
De Victoria Line rijdt:
- 27× per uur naar Walthamstow Central
- 27× per uur naar Brixton

Walthamstow Central ·
Blackhorse Road ·
Tottenham Hale ·
Seven Sisters ·
Finsbury Park ·
Highbury & Islington ·
King's Cross St. Pancras ·
Euston ·
Warren Street ·
Oxford Circus ·
Green Park ·
Victoria ·
Pimlico ·
Vauxhall ·
Stockwell ·
Brixton